# Алмакский каньон
Алмакский каньон — каньон в Дагестане. На территории Алмакского сельского поселения Казбековского района.
Граница каньона природы проходит по верхнему краю обрывов и крутых склонов каньона и ущелья реки Акташ, от обрывов восточных отрогов хребта Цантатау в верхней части до моста через Акташ на автодороге Алмак — Калининаул.
Координаты крайних точек: южная (точка 1) — 42°55’50" с. ш., 46°34’59" в. д.; северная (точка 2, мост через р. Акташ) — 43°01’14" с. ш., 46°32’35" в. д.
К югу от Алмакского каньона расположен хребет Цантатау с максимальной вершиной 2294 м (г. Цанта). С этого хребта стекает несколько речек и впадают в пределах каньона в реку Акташ. На 12-километровом отрезке вдоль реки Акташ выше и ниже селения Алмак.